# Primera División de Islas Feroe 2016
La Primera división de las Islas Feroe 2016 (Conocida como Effodeildin por ser patrocinada por la empresa Effo) fue la edición número 74 de la Primera división de las Islas Feroe. La temporada comenzó el 5 de marzo y terminó el 21 de octubre. Víkingur conquistó su 1 primer título de liga.

## Sistema de competición
Los 10 equipos participantes jugaron entre sí todos contra todos tres veces totalizando 27 partidos por cada equipo. Al final de la temporada el primer clasificado obtuvo un cupo para la Liga de Campeones 2017-18, mientras que el segundo y el tercer clasificado obtuvieron un cupo para la Liga Europa 2017-18. Por otro lado los dos últimos clasificados descendieron a la 1. Deild 2017.
Un tercer cupo para la Liga Europa 2017-18 fue asignado al campeón de la Copa de Islas Feroe

## Equipos participantes
| Equipo   | Ciudad       | Estadio            | Capacidad |
| -------- | ------------ | ------------------ | --------- |
| AB       | Argir        | Vika Stadium       | 2.000     |
| B36      | Tórshavn     | Gundadalur         | 5.000     |
| B68      | Toftir       | Svangaskard        | 1.200     |
| HB       | Tórshavn     | Gundadalur         | 5.000     |
| ÍF       | Fuglafjørður | Fløtugerði         | 3.000     |
| KÍ       | Klaksvík     | Injector Arena     | 3.000     |
| NSÍ      | Runavík      | Estadio de Runavík | 2.000     |
| Skála    | Skáli        | Skála Stadium      | 2.000     |
| TB       | Tvøroyri     | Við Stórá Stadium  | 4.000     |
| Víkingur | Leirvík      | Serpugerði         | 4.000     |

### Ascensos y descensos
| Pos. | Ascendidos de 1. Deild 2015 |
| ---- | --------------------------- |
| 1    | Skála                       |
| 2    | B68                         |

| Pos. | Descendidos de Primera división 2015 |
| ---- | ------------------------------------ |
| 9    | Suðuroy                              |
| 10   | EB/Streymur                          |

## Tabla de posiciones
| Pos. | Equipo            | Pts. | PJ | G  | E | P  | GF | GC | Dif. | Clasificación 2017–18                 |
| ---- | ----------------- | ---- | -- | -- | - | -- | -- | -- | ---- | ------------------------------------- |
| 1    | Víkingur Gøta (C) | 52   | 27 | 15 | 7 | 5  | 62 | 33 | +29  | Primera ronda de la Liga de Campeones |
| 2    | KÍ                | 60   | 27 | 19 | 3 | 5  | 64 | 26 | +38  | Primera ronda de la Liga Europa       |
| 3    | NSÍ               | 55   | 27 | 18 | 1 | 8  | 60 | 36 | +24  | Primera ronda de la Liga Europa       |
| 4    | B36 Tórshavn      | 49   | 27 | 14 | 7 | 6  | 46 | 28 | +18  | Primera ronda de la Liga Europa       |
| 5    | HB                | 43   | 27 | 12 | 7 | 8  | 44 | 30 | +14  |                                       |
| 6    | ÍF                | 32   | 27 | 9  | 5 | 13 | 42 | 59 | −17  |                                       |
| 7    | TB                | 27   | 27 | 7  | 6 | 14 | 31 | 48 | −17  |                                       |
| 8    | Skála             | 26   | 27 | 6  | 8 | 13 | 25 | 41 | −16  |                                       |
| 9    | AB                | 18   | 27 | 4  | 6 | 17 | 31 | 49 | −18  | Descenso a 1. deild 2017              |
| 10   | B68               | 7    | 27 | 0  | 7 | 20 | 20 | 80 | −60  | Descenso a 1. deild 2017              |

Actualizado a los partidos jugados el 23 de octubre de 2016.
 Fuente: Soccerway
Notas:
1. ↑  El NSÍ obtuvo un cupo para la Primera ronda de la Liga Europa 2017-18 tras ganar la Copa de Islas Feroe 2016.

### Evolución de las clasificaciones
| Jornada  | 1  | 2  | 3  | 4  | 5  | 6  | 7  | 8  | 9  | 10 | 11 | 12 | 13 | 14 | 15 | 16 | 17 | 18 | 19 | 20 | 21 | 22 | 23 | 24 | 25 | 26 | 27 |
| Equipo   |    |    |    |    |    |    |    |    |    |    |    |    |    |    |    |    |    |    |    |    |    |    |    |    |    |    |    |
| -------- | -- | -- | -- | -- | -- | -- | -- | -- | -- | -- | -- | -- | -- | -- | -- | -- | -- | -- | -- | -- | -- | -- | -- | -- | -- | -- | -- |
| Víkingur | 2  | 1  | 4  | 4  | 4  | 3  | 2  | 3  | 1  | 3  | 3  | 2  | 2  | 2  | 2  | 2  | 2  | 2  | 2  | 2  | 2  | 2  | 2  | 2  | 1  | 1  | 1  |
| KÍ       | 4  | 5  | 7  | 5  | 5  | 5  | 5  | 4  | 2  | 2  | 2  | 1  | 1  | 1  | 1  | 1  | 1  | 1  | 1  | 1  | 1  | 1  | 1  | 1  | 2  | 2  | 2  |
| NSÍ      | 7  | 4  | 3  | 2  | 2  | 2  | 4  | 5  | 5  | 4  | 4  | 3  | 4  | 4  | 3  | 3  | 3  | 3  | 3  | 3  | 3  | 3  | 3  | 3  | 3  | 3  | 3  |
| B36      | 1  | 3  | 2  | 3  | 3  | 4  | 3  | 1  | 3  | 1  | 1  | 4  | 3  | 3  | 4  | 4  | 4  | 5  | 5  | 4  | 4  | 4  | 4  | 4  | 4  | 4  | 4  |
| HB       | 3  | 2  | 1  | 1  | 1  | 1  | 1  | 2  | 4  | 5  | 5  | 5  | 5  | 6  | 5  | 5  | 5  | 4  | 4  | 5  | 5  | 5  | 5  | 5  | 5  | 5  | 5  |
| ÍF       | 9  | 6  | 6  | 7  | 7  | 6  | 6  | 6  | 6  | 6  | 6  | 6  | 6  | 5  | 6  | 6  | 6  | 6  | 6  | 6  | 6  | 6  | 6  | 6  | 6  | 6  | 6  |
| TB       | 8  | 10 | 5  | 6  | 6  | 7  | 7  | 7  | 8  | 8  | 8  | 9  | 8  | 7  | 7  | 8  | 8  | 8  | 7  | 7  | 7  | 7  | 7  | 7  | 7  | 7  | 7  |
| Skála    | 10 | 7  | 8  | 8  | 8  | 8  | 8  | 8  | 7  | 7  | 7  | 8  | 7  | 8  | 8  | 7  | 7  | 7  | 8  | 8  | 8  | 8  | 8  | 8  | 8  | 8  | 8  |
| AB       | 5  | 9  | 10 | 10 | 9  | 9  | 9  | 9  | 9  | 9  | 9  | 7  | 9  | 9  | 9  | 9  | 9  | 9  | 9  | 9  | 9  | 9  | 9  | 9  | 9  | 9  | 9  |
| B68      | 6  | 8  | 9  | 9  | 10 | 10 | 10 | 10 | 10 | 10 | 10 | 10 | 10 | 10 | 10 | 10 | 10 | 10 | 10 | 10 | 10 | 10 | 10 | 10 | 10 | 10 | 10 |

## Tabla de resultados cruzados
| Local \ Visitante | AB  | B36 | B68 | HB  | ÍF  | KÍ  | NSÍ | SKÁ | TB  | VÍK |
| ----------------- | --- | --- | --- | --- | --- | --- | --- | --- | --- | --- |
| AB                | —   | 2–3 | 1–1 | 0–1 | 2–3 | 1–1 | 1–2 | 0–0 | 3–2 | 2–2 |
| B36 Tórshavn      | 2–1 | —   | 3–1 | 3–2 | 4–1 | 0–1 | 3–1 | 1–1 | 0–0 | 0–2 |
| B68               | 2–2 | 1–4 | —   | 0–1 | 1–2 | 0–3 | 0–5 | 1–1 | 1–1 | 2–2 |
| HB                | 0–0 | 0–0 | 1–0 | —   | 1–0 | 4–2 | 3–4 | 1–0 | 4–1 | 1–1 |
| ÍF                | 1–0 | 0–0 | 4–0 | 4–2 | —   | 0–4 | 0–2 | 2–2 | 2–2 | 2–2 |
| KÍ                | 5–1 | 1–1 | 4–1 | 1–0 | 2–4 | —   | 1–3 | 2–0 | 1–0 | 2–0 |
| NSÍ               | 2–1 | 2–1 | 2–1 | 1–2 | 6–1 | 2–0 | —   | 2–0 | 2–1 | 1–3 |
| Skála             | 1–0 | 1–0 | 0–0 | 0–3 | 1–0 | 0–1 | 0–2 | —   | 5–1 | 1–3 |
| TB                | 1–0 | 0–1 | 4–1 | 0–1 | 0–3 | 0–1 | 2–1 | 1–1 | —   | 0–2 |
| Víkingur Gøta     | 3–0 | 1–0 | 4–0 | 1–0 | 3–1 | 0–2 | 2–0 | 4–1 | 2–1 | —   |

| Local \ Visitante | AB  | B36 | B68 | HB  | ÍF  | KÍ  | NSÍ | SKÁ | TB  | VÍK |
| ----------------- | --- | --- | --- | --- | --- | --- | --- | --- | --- | --- |
| AB                | —   | —   | 5–0 | —   | —   | 3–1 | —   | 0–2 | —   | 1–3 |
| B36 Tórshavn      | 2–1 | —   | —   | 2–2 | 4–1 | —   | 2–0 | —   | 5–2 | —   |
| B68               | —   | 0–1 | —   | —   | 0–2 | —   | 1–3 | —   | 3–3 | —   |
| HB                | 1–2 | —   | 6–1 | —   | 4–1 | 2–3 | —   | —   | —   | 0–1 |
| ÍF                | 2–0 | —   | —   | —   | —   | 1–3 | —   | 1–1 | —   | 1–3 |
| KÍ                | —   | 2–2 | 6–0 | —   | —   | —   | 4–0 | 5–0 | 4–0 | —   |
| NSÍ               | 4–1 | —   | —   | 0–0 | 7–1 | —   | —   | 1–0 | —   | 4–2 |
| Skála             | —   | 0–2 | 5–1 | 2–2 | —   | —   | —   | —   | 0–1 | —   |
| TB                | 2–1 | —   | —   | 0–0 | 3–2 | —   | 3–1 | —   | —   | —   |
| Víkingur Gøta     | —   | 2–0 | 5–1 | —   | —   | 1–2 | —   | 4–0 | 1–0 | —   |

## Goleadores
Actualizado el 23 de octubre de 2016.
| Pos. | Jugador            | Club     | Goles |
| ---- | ------------------ | -------- | ----- |
| 1    | Klæmint Olsen      | NSÍ      | 23    |
| 2    | Páll Klettskarð    | KÍ       | 21    |
| 3    | Jóannes Bjartalíð  | KÍ       | 17    |
| 4    | Sølvi Vatnhamar    | Víkingur | 14    |
| 5    | Adeshina Lawal     | ÍF       | 13    |
| 5    | Albert Adu         | TB       | 13    |
| 5    | Øssur Dalbúð       | HB       | 13    |
| 8    | Árni Frederiksberg | NSÍ      | 11    |
| 8    | Patrik Johannesen  | AB       | 11    |
| 10   | Filip Đorđević     | Víkingur | 10    |